# Cantón Lago Agrio
El cantón Lago Agrio es una entidad territorial subnacional ecuatoriana, de la provincia de Sucumbíos. Su cabecera cantonal es la ciudad de Nueva Loja, lugar donde se agrupa gran parte de su población total. Su población según el censo del 2022 es de 105.044 habitantes.

## Geografía
Su superficie es de 3128 km², su altura es de 300 m s. n. m.
- Límites: al norte con Colombia, (Departamento de Putumayo) al sur con la provincia de Orellana, al este con el cantón Cuyabeno y al oeste con el cantón Cascales.

- Clima: ofrece un clima tropical (húmedo) con temperaturas que oscilan entre los 37 a 39 grados celsius y máximas precipitaciones en verano. Dicho clima posibilita una vegetación de selva ecuatorial, característica de la Amazonia.

- Hidrografía: se encuentra bañado por innumerables ríos en los cuales se destacan el río Aguarico, El Eno, El Conejo, El Dureno, El Teteye, etc.

## Organización territorial
La ciudad de Nueva Loja y el cantón Lago Agrio, al igual que las demás localidades ecuatorianas, se rige por una municipalidad según lo estipulado en la Constitución Política Nacional. La Municipalidad de Lago Agrio es una entidad de gobierno seccional que administra el cantón de forma autónoma al gobierno central. La municipalidad está organizada por la separación de poderes de carácter ejecutivo representado por el alcalde, y otro de carácter legislativo conformado por los miembros del concejo cantonal. El alcalde es la máxima autoridad administrativa y política del Cantón Lago Agrio. Es la cabeza del cabildo y representante del Municipio.
El cantón se divide en parroquias que pueden ser urbanas o rurales y son representadas por las Juntas Parroquiales ante el Municipio de Lago Agrio.
Parroquia urbana
- Nueva Loja

Parroquias rurales
- Dureno
- El Eno
- General Farfán
- Jambelí
- Pacayacu
- Santa Cecilia
- 10 de agosto

## Pozos Petroleros
Artículo principal: Campos Petroleros de Lago Agrio
En Nueva Loja se perforó el primer pozo petrolero en la Amazonía (Lago Agrio-1). Es por este motivo que se la conoce como la capital petrolera de Ecuador. La ciudad se ha transformado considerablemente en estas últimas 4 décadas.

## Transporte y turismo
El cantón Lago Agrio cuenta con el aeropuerto de Nueva Loja, remodelado en 2010, de una longitud de pista de 2303 m; y un ancho de 45 m. También cuenta con un taxi way (corredor de recorrido) de 1500 m por un ancho de 30 m, siendo esta pista la segunda más extensa de la Amazonía. Desgraciadamente, desde 2020 (desaparición de TAME) no opera vuelos regulares, pero sí chárteres y aeronaves privadas.
Posee una terminal terrestre con destinos operados por las siguientes compañías: Baños, Esmeraldas, Jumandi, San Cristóbal, Valle del Chota, Carlos Aray, Zaracay, Occidental, Putumayo, Loja y Petrolera Shushufindi.
El Terminal Terrestre de Lago Agrio es un importante centro de transporte en la región amazónica del Ecuador, ubicado en la ciudad de Nueva Loja, capital de la provincia de Sucumbíos. Este terminal conecta a la Amazonía con el resto del país, ofreciendo rutas hacia Quito, Guayaquil, Tena, Shushufindi, El Coca y otras localidades clave. Además de facilitar el transporte de pasajeros, sirve como punto de enlace para el comercio y el turismo en la región, siendo una puerta de entrada hacia las reservas ecológicas, comunidades indígenas y áreas protegidas de la Amazonía ecuatoriana. Sus instalaciones cuentan con servicios básicos como boleterías, áreas de descanso, locales comerciales y zonas de embarque, brindando comodidad y seguridad a los viajeros. El terminal es un motor para la movilidad y el desarrollo de esta región rica en biodiversidad.
Es también un importante destino turístico en la región debido a diversos lugares de entretenimiento entre los cuales se encuentran:
- El complejo turístico: "La Choza"
  - Es un complejo de varias chozas en la orilla del Río Aguarico, donde es muy conocido para libar en ellas; es muy conocido por la gran afluencia de gente en época de carnaval.
- Pesca deportiva "La Sirenita"
  - Es un complejo privado
- El Parque Perla
  - El Parque Ecológico Recreativo Lago Agrio, es una reserva ecológica en la cual habitan especias endémicas del lugar, es conocida por la laguna qué hay en ella, se puede practicar también canoping
- La Laguna Julio Marín
- El Parque Ecológico
- Parque Recreativo Nueva Loja.

Comida tradicional como los maitos que son pescados envueltos en hojas de bijao y se los asa al carbón. Otra comida típica son los pinchos de mayón (Conocido como Chonta Kuru para la nacionalidad Kichwa, es un gusano comestible) que es un alimentos de las nacionalidades que habitan en el cantón.